# Michaela Polleres
Michaela Polleres (* 15. Juli 1997 in Neunkirchen, Niederösterreich) ist eine österreichische Judoka.

## Leben

### Ausbildung
Michaela Polleres wuchs in Reichenau an der Rax im Bezirk Neunkirchen in Niederösterreich auf. Zum Judo kam sie im Alter von acht Jahren. Sie trainiert beim Judoclub Wimpassing bei Adi Zeltner sowie mit Nationaltrainerin Yvonne Bönisch. Nach der Matura an der Höheren Technischen Lehranstalt Mödling (Fachrichtung Innenarchitektur) wurde sie Sportsoldatin beim Österreichischen Heeressportverband im Heeres-Leistungssportzentrum Seebenstein. Als aktive Heeressportlerin des Heeressportzentrums trägt sie derzeit den Dienstgrad Korporal.

### Olympische Jugend-Sommerspiele 2014
Bei den Olympischen Jugend-Sommerspielen 2014 in Nanjing holte sie für Österreich die Bronzemedaille in der Klasse bis 63 kg. Bei den Judo-Europameisterschaften 2018 in Tel Aviv eroberte sie in der Gewichtsklasse bis 70 kg ebenfalls die Bronzemedaille, im entscheidenden Kampf besiegte sie die Kroatin Barbara Matić. Im November 2018 holte sie bei den U23-Europameisterschaften in Győr in der Klasse bis 70 kg die Goldmedaille.
Bei der Wahl zur Niederösterreichischen Nachwuchssportlerin des Jahres 2018 wurde sie hinter Sarah Fischer auf den zweiten Platz gewählt.

### Europaspiele 2019
Bei den Europaspielen 2019 in Minsk holte sie für Österreich gemeinsam mit Stephan Hegyi, Sabrina Filzmoser, Bernadette Graf, Lukas Reiter, Marko Bubanja und Katharina Tanzer die Bronze-Medaille im Mixed-Team-Bewerb. Im Juli 2019 belegte sie beim Judo-Grand-Prix in Zagreb den dritten Platz in der Klasse bis 70 Kilogramm.
Bei den Judo-Weltmeisterschaften 2019 in Tokio unterlag sie im Kampf um Bronze der Britin Sally Conway.
Im Oktober 2020 holte sie sich bei den österreichischen Staatsmeisterschaften in Oberwart ihren dritten Staatsmeistertitel und gewann beim Judo-Grand-Slam in Budapest nach einem Sieg über Marie-Ève Gahié Bronze.
Bei den Judo-Weltmeisterschaften 2021 in Budapest gewann sie am 10. Juni 2021 in der Klasse bis 70 kg den Kampf um Rang drei gegen die Irin Megan Fletcher und holte damit Bronze und die erste österreichische Judo-WM-Medaille seit Sabrina Filzmoser im Jahr 2010.

### Olympische Sommerspiele 2020
Neben fünf weiteren Judoka nahm sie 2021 für Österreich an den Olympischen Sommerspielen in Tokio teil, wo sie sich im Mittelgewicht im Halbfinale gegen Sanne van Dijke durchsetzte und die Silbermedaille eroberte.
Bei den Militär-Weltmeisterschaften in Brétigny-sur-Orge in Frankreich holte sie Ende Oktober 2021 in der Klasse bis 70 kg die Goldmedaille.
Ende November 2021 belegte sie mit der österreichischen Mannschaft bei der Judo-Mixed-Team-Europameisterschaft 2021 im russischen Ufa den siebenten Platz.
Bei den Judo-Europameisterschaften 2022 in Sofia belegte sie den fünften Platz in der Klasse bis 70 kg. Beim Grand Prix in Zagreb im Juli 2022 erreichte sie Rang sieben.

### Qualifikation für die Olympischen Spiele 2024
Bei den European Open im Judo in Oberwart setzte sich im September 2022 im Finale gegen die Französin Marie-Ève Gahié mit Ippon durch und gewann damit die Goldmedaille.
Bei den Weltmeisterschaften 2022 in Taschkent wurde sie im Oktober 2022 in der Klasse bis 70 kg Siebente.
Anfang November 2022 wurde sie beim Judo-Grand-Slam-Turnier in Baku Dritte. Im Rahmen der JUDO AUSTRIA AWARDS 2022 wurde sie zum zweiten Mal in Folge aufgrund ihrer Erfolge als Sportlerin des Jahres ausgezeichnet und ihr der 3. Dan verliehen. Im Dezember 2022 gewann sie in Jerusalem ihr erstes Judo-Masters der International Judo Federation (IJF) und siegte in der Klasse bis 70 kg gegen die Marie-Ève Gahié.
Beim Judo-Grand-Slam-Turnier in Taschkent im März 2023 setzte sie sich im Finale in der Gewichtsklasse bis 70 Kilogramm gegen Barbara Matić durch und gewann damit erstmals ein Grand-Slam-Turnier. Bei den Judo-Weltmeisterschaften 2023 in Doha sicherte sie sich ihre zweite WM-Bronzemedaille und bezwang im Kampf um Bronze in der Klasse bis 70 kg die Britin Katie Yeats-Brown mit Ippon. Beim Judomasters in Budapest belegt sie Anfang August 2023 Rang fünf.
Im März 2024 besiegte sie beim Judo-Grand Prix in Linz im Kampf um Platz drei die Japanerin Moka Kuwagata und holte in Antalya ihren zweiten Titel bei einem Grand-Slam-Turnier, wo sie im Finale die Portugiesin Tais Pina mit Ippon besiegte. In Dushanbe feierte sie im Mai 2024 einen weiteren Grand-Slam-Sieg.

### Olympische Sommerspiele 2024
In der Qualifikationsperiode für die Olympischen Spiele 2024 konnte Polleres 6268 Punkte im IJF Olympia Ranking sammeln und sich so direkt qualifizieren. Sie nahm sowohl in der Gewichtsklasse -70 kg als auch im Mixed-Team (zusammen mit Katharina Tanzer, Lubjana Piovesana, Samuel Gaßner, Wachid Borchashvili und Aaron Fara) teil. Für die Spiele wurde sie neben Felix Oschmautz als Fahnenträgerin ausgewählt.
Im Einzelbewerb war sie aufgrund ihrer Leistungen der letzten zwei Jahre als Nummer drei gesetzt. Nach einem Auftaktsieg gegen Katie-Jemima Yeats-Brown und Marie-Ève Gahié musste sie im Halbfinale eine Niederlage gegen Miriam Butkereit hinnehmen.
Den Kampf um Platz drei konnte sie gegen die Spanierin Ai Tsunoda mit Ippon gewinnen und sich so die Bronzemedaille sichern. Sie ist damit nach Ellen Müller-Preis erst die zweite Österreicherin, die Medaillen bei zwei aufeinanderfolgenden Olympischen Sommerspielen gewinnen konnte. Die erste Begegnung im Mixed-Team-Bewerb verlor Polleres mit Österreich gegen Deutschland mit 1:4 und belegte den neunten Platz.
Für ihre Teilnahme bei den Olympischen Spielen wurde ihr vom Österreichischen Judoverband der vierte Dan verliehen.

## Mannschaftsmeisterschaft
Zusammen mit dem JC Wimpassing verteidigte sie 2022 erfolgreich den Frauen-Bundesliga-Titel. Mit acht Ippon-Siege von acht Kämpfen war sie die erfolgreichste Judoka.

## Auszeichnungen
- 2013 legte sie die Prüfung zum 1. Dan ab.[53]
- 2018: Niederösterreichische Nachwuchssportlerin des Jahres – 2. Platz[9]
- 2021: Großes Goldenes Ehrenzeichen der Stadt Ternitz[54][55]
- 2021: 2. Platz bei der Wahl zur Niederösterreichischen Sportlerin des Jahres[56][57]
- Judo-Austria-Awards 2021 – Sportlerin des Jahres 2021[58]
- Judo-Austria-Awards 2022 – Sportlerin des Jahres 2022[34]
- Judo-Austria-Awards 2023 – Weibliche Judoka des Jahres 2023[59]
- 2023: 3. Platz bei der Wahl zur Niederösterreichischen Sportlerin des Jahres hinter Jessica Pilz und Vasiliki Alexandri[60]
- 2024: Benennung der Michaela-Polleres-Arena im Bereich des Hans-Czettel-Platzes in Ternitz[61][62]
- Judo-Austria-Awards 2024 – Sportlerin des Jahres 2024[63][64]